# STS-86
STS-86 (englisch Space Transportation System) ist die Missionsbezeichnung für einen Flug des US-amerikanischen Space Shuttles Atlantis (OV-104) der NASA. Der Start erfolgte am 26. September 1997. Es war die 87. Space-Shuttle-Mission, der 20. Flug der Raumfähre Atlantis, der neunte Flug im Rahmen des Shuttle-Mir-Programms und die siebte Kopplung einer US-Raumfähre an die Raumstation Mir.

## Mannschaft
- James Wetherbee (4. Raumflug), Kommandant
- Michael Bloomfield (1. Raumflug), Pilot
- Wladimir Titow (5. Raumflug), Missionsspezialist (Roskosmos/ Russland)
- Scott Parazynski (2. Raumflug), Missionsspezialist
- Jean-Loup Chrétien  (3. Raumflug), Missionsspezialist (CNES/ Frankreich)
- Wendy Lawrence (2. Raumflug), Missionsspezialistin

### Mir-Crew Hinflug
- David Wolf (2. Raumflug)

### Mir-Crew Rückflug
- Michael Foale (4. Raumflug)

(nach einer Flugzeit von 144 Tagen, 13 Stunden und 48 Minuten zur Erde zurückgekehrt; Hinflug mit STS-84)

## Missionsbeschreibung
Bei der siebten Shuttle-Mir-Dockingmission wurde neben Versorgungsgütern und Experimentiermaterial auch ein Besatzungsmitglied getauscht. Michael Foale kehrte nach gut vier Monaten auf die Erde zurück und wurde durch David Wolf ersetzt. Ursprünglich war Wendy Lawrence als Mir-Astronaut geplant, in ihrer Größe gab es jedoch keinen Raumanzug russischer Herkunft. Außerdem war nach der Kollision des Transportraumschiffes Progress-M 34 mit dem Spektr-Modul der Station lange darüber diskutiert worden, ob die NASA überhaupt einen weiteren Raumfahrer zur Station schicken würde. Schließlich entschied man sich dafür, um auch auf dem Gebiet des Krisenmanagements in Raumstationen Erfahrungen sammeln zu können.
Nach Vorbereitung und Überprüfung des Kopplungsmechanismus und Installation der Zielkamera dockte die Atlantis am 27. September an der Raumstation Mir an. Sechs Tage lang wurden mehr als vier Tonnen Material in beide Richtungen transportiert: Wasser, Ersatzteile und Experimentiergeräte sowie Proben in die Station – Brauchwasser, ausgediente Technik und Forschungsergebnisse aus ihr. Unter letzterem befanden sich vor allem Datenträger und biologische Proben, so ein Pflanzenexperiment und Käfer, deren Biorhythmus über längere Zeit untersucht worden war.
Während des gemeinsamen Fluges wurden die Schwingungen der einzelnen Stationsmodule unter verschiedenen Belastungen gemessen (Experiment MEEP), zum einen beim Feuern der Manövriertriebwerke der Raumfähre, zum anderen während der sportlichen Trainingseinheiten der Raumfahrer. Diese Daten sollten noch in die Konstruktion der internationalen Raumstation einfließen. Da die Lageregelung weitgehend von der Atlantis übernommen wurde, konnte in der Station ein neuer Steuercomputer installiert werden. Er regelte sowohl die Orientierung der Station im Raum als auch die Ausrichtung der Solarzellenflächen. Ohne diese Steuerung hätte in der Station nicht die maximal mögliche Energie zur Verfügung gestanden.
Am 1. Oktober stiegen Wladimir Titow und Scott Parazynski für fünf Stunden und eine Minute aus der Raumfähre aus. Sie demontierten einige Experimente an der Außenwand des Shuttle-Andockmoduls, mit denen 19 Monate lang die Umweltbedingungen in der Nähe der Station gemessen wurden. Außerdem entnahmen sie eine spezielle Abdeckung aus dem Laderaum der Atlantis und befestigten sie an der Außenhaut der Raumstation Mir. Sie sollte über der Befestigung der beschädigten Solarzellenfläche am Modul Spektr montiert werden und die dort vermuteten Lecks abdichten.

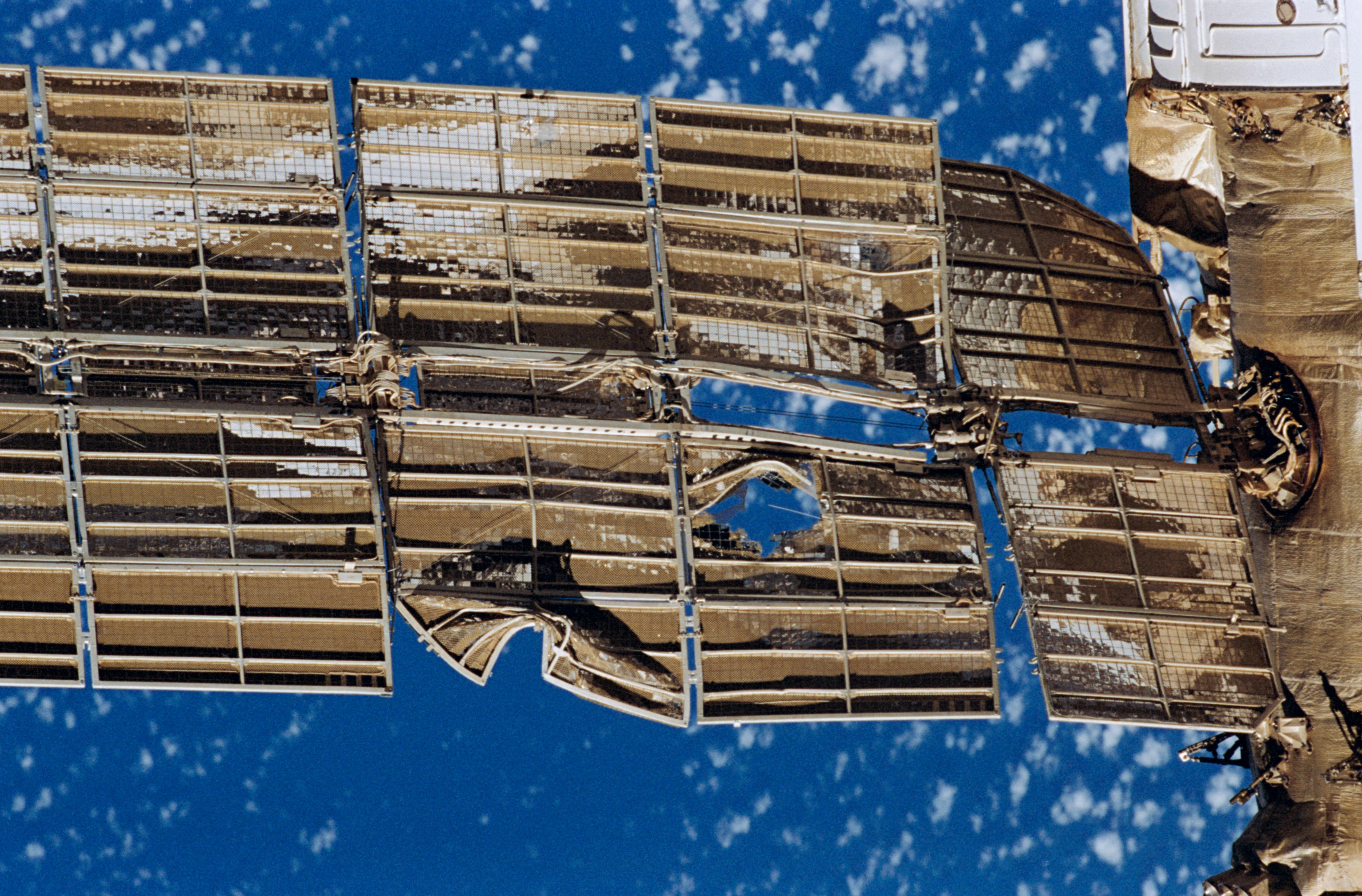
STS-86 machte Aufnahmen des beschädigten Spektr-Moduls und seiner Solarpanels

Nach der Abkopplung der Raumfähre von der Station wurde das beschädigte Modul zweimal kurz unter Druck gesetzt. Das entweichende Gas kondensierte und bildete Blasen. Das Entweichen der Blasen konnte sowohl beobachtet als auch fotografiert werden. Damit hofft man, die kleinen Lecks lokalisieren zu können. Die Atlantis umflog nach dem Ablegen die Station.
Zu den Routineexperimenten im Spacehab (Doppelmodul in der Ladebucht der Atlantis) und dem Mitteldeck des Shuttle gehörte die Erfassung aller kosmischen Strahlungskomponenten innerhalb des Raumfahrzeugs (Radiation Monitoring Experiment RME).
Mit einem zuvor montierten Spezialsitz für den Langzeitflieger Foale landete die Atlantis einen Tag später als geplant in Florida. Ursache für die Verschiebung der Rückkehr war schlechtes Wetter.